# Limitní ordinál

Ordinální číslo

Limitní ordinál je ordinální číslo, které nemá předchůdce a není prázdné.

## Definice
Ordinální číslo {\displaystyle \alpha \,\!} je limitní, pokud

{\displaystyle \alpha \neq 0\land (\forall \beta \in On)(\beta \cup \{\beta \}\neq \alpha )}

On zde označuje třídu všech ordinálních čísel.

## Příklady
Množina {\displaystyle \omega \,\!} všech přirozených čísel je limitní - každý menší ordinál je konečný a nemůže být předchůdcem {\displaystyle \omega \,\!} ve smyslu výše uvedené definice.
Podobně množina {\displaystyle \omega +\omega =\{0,1,2,\ldots ,\omega ,\omega +1,\omega +2,\ldots \}\,\!} je limitní.
Naproti tomu ordinály {\displaystyle 0,1,7,13,\omega +1,\omega .\omega +\omega +15\,\!} nejsou limitní. 0 není limitní z definice a ostatní mají předchůdce {\displaystyle 0,6,12,\omega ,\omega .\omega +\omega +14\,\!}. Takovým ordinálům říkáme izolované.

## Použití
Rozdělení ordinálních čísel na limitní a izolovaná se často používá v důkazech transfinitní indukcí a v konstrukcích transfinitní rekurzí, kde je prováděn zvláštní krok (z předchůdce na následníka) pro izolovaný ordinál a zvláštní krok (z množiny všech menších ordinálů na jejich supremum) pro limitní ordinál.
Limitní ordinály mají některé zajímavé vlastnosti, které nemají izolované ordinály:
- Množina všech vlastních podmnožin limitního ordinálu nemá největší prvek, ale má supremum - je to tedy tak trochu obdoba shora otevřeného intervalu v reálných číslech.
- Pouze limitní ordinál může být kardinálním číslem.